# 牧野和春
牧野 和春（まきの かずはる、1933年 - ）は、日本の出版人。ジャーナリスト。

## 経歴
鳥取県生まれ。慶應義塾大学文学部卒。ジャーナリストを経て1968年牧野出版を創立、精神医学書などを出版。のち惜水社社長。奥武蔵在住。

## 著書
- 『投書と文通の急所』高橋書店　1960　急所シリーズ
- 『結婚礼法のすべて』高橋書店　1967
- 『パーティ百科』山海堂　1969
- 『司会の急所 名司会者にする』高橋書店　1970　急所シリーズ
- 『男子新入社員実務必携』弘文社　1971
- 『司会』高橋書店　1973　高橋ジャンボブックス
- 『故事ことわざ』高橋書店　1974　高橋ジャンボブックス
- 『惜水ノ記』牧野出版　1974
- 『木々の風貌』牧野出版　1976
- 『鳥取県の手仕事』牧野出版　1977
- 『桜の精神史』牧野出版　1978
- 『ホウノキの花の咲く頃』弘文出版　1978
- 『樹霊千年』牧野出版　1979
- 『三重塔紀行』牧野出版　1980
- 『八咫烏の森』牧野出版　1980
- 『神々の記憶 日本人の心の風景』工作舎　1982
- 『郷土文化試論』牧野出版　1982
- 『ふるさとの想念』高木啓太郎写真　牧野出版　1982
- 『巨樹の顔』八木下弘写真 朝日新聞社　1983
- 『山嶺へ』牧野出版　1985
- 『冥府の森』牧野出版　1985
- 『巨樹の民俗学』恒文社　1986
- 『巨樹の民俗紀行 百樹の旅』恒文社　1988
- 『巨木探訪の旅 北のハルニレから南のサキシマスオウノキまで』朝日ブックレット 1988
- 『森林を蘇らせた日本人』日本放送出版協会・NHKブックス 1988
- 『異相巨木伝承』牧野出版　1989
- 『本朝巨木伝 日本人と「大きな木」のものがたり』工作舎　1990
- 『吉田璋也と鳥取県の手仕事』牧野出版　1990
- 『奥武蔵 日々の移ろい 独歩『武蔵野』を超えて』現代書館　1992
- 『桜伝奇 日本人の心と桜の老巨木めぐり』工作舎　1994
- 『鎮守の森再考』春秋社　1994
- 『辺境に埋れた放浪の俳・歌人田中寒楼』牧野出版　1996
- 『冥府の森 原郷熊野にて』牧野出版　1997
- 『巨樹と日本人 異形の魅力を尋ねて』中公新書 1998
- 『日本巨樹論』惜水社 2000
- 『宇宙をもらった男 田中寒楼』惜水社　2002
- 『新桜の精神史』中公叢書 2002
- 『対応すれども行動せず 日本人の自立と「太古の霊」』プレジデント社　2002
- 『凡夫の民藝論』惜水社 2005
- 『古木の物語 巨樹信仰と日本人の暮し』工作舎　2007
- 『残響いろは歌 日本・心の原図考』惜水社 2010
- 『耕尽　光景・刻印・現世』惜水社 2013

## 共編著
- 『紙すきの里』正続　柳橋真共著　牧野出版社　1975-76
- 『巨木再発見 環境庁巨木調査によせて 縄文の昔から木は呼びかけている!』編著　牧野出版　1988
- 『巨樹・名木巡り』編著　牧野出版

関東地区　1989
甲信越・中部 1990
北陸・近畿 1990
九州・沖縄 1991
中国・四国 1991
北海道・東北 1991
- 『伊那の井月 知られざる放浪詩人』宮脇昌三『因幡の寒楼 知られざる放浪詩人』田中寒楼 牧野著　牧野出版　1995
- 『円空と木喰 作仏・遊行廻国・その生きざま』池田勇次共著　惜水社 2000

## 参考
- http://bookweb.kinokuniya.co.jp/htm/4434150677.html